# Mesembryanthemum nodiflorum
Mesembryanthemum nodiflorum — вид гвоздикоцвітих рослин родини аізоонові (Aizoaceae). лат. nodiflorum: лат. nodus — «вузол», лат. florus — «квітка», посилаючись на квіти, які з'являються з вузлів стебел.

## Морфологія
Це однорічна соковита рослина, яка досягає висоти від 10 до 22 см; прямовисна чи сланка, сильно розгалужена від основи. Вся рослина часто червонувата в сухий сезон. М'ясисті листки з невеликими сосочками, 1–4 см завдовжки і 1–2 мм завширшки. Квіти поодинокі, досягають в діаметрі до 1,5 см. Білуватого до жовтуватого кольору пелюстки коротші ніж чашолистки. Розквіт триває з березня по серпень. Плід — коробочка, яка відкривається, коли стає вологою, звільняючи насіння. Насіння 0,8–1 × 0,5–0,6 мм, трикутне чи напівкругле, має коричнево-червоний колір, бородавчасте.

## Поширення
Батьківщина. Південна Африка: Намібія; ПАР.
Натуралізований. Азія: Бахрейн; Кувейт; Оман; Катар; Саудівська Аравія; Об'єднані Арабські Емірати; Кіпр; Іран; Ірак; Ізраїль; Йорданія; Ліван; Сирія; Туреччина. Південна Європа: Греція; Італія; Франція; Португалія [вкл. Азорські острови, Мадейра]; Гібралтар; Іспанія [вкл. Канарські острови]. Австралія. Америка: США — Нью-Джерсі, Каліфорнія; Мексика — Баха-Каліфорнія; Аргентина; Чилі. Населяє солончаки, пустирі й узбіччя, переважно поблизу узбережжя, в дуже теплих районах.

## Використання
Рослину використовували для отримання соди.

## Галерея

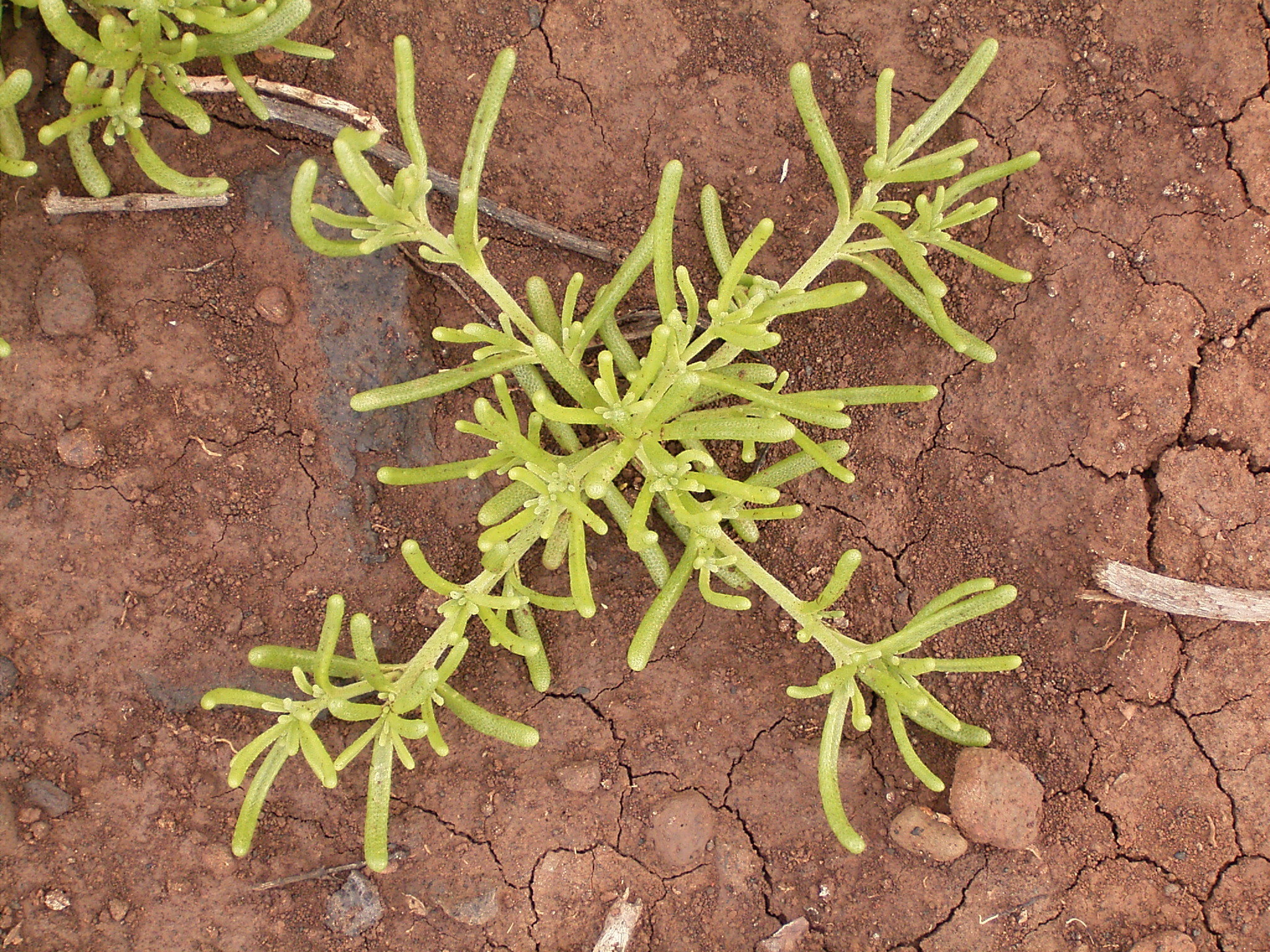
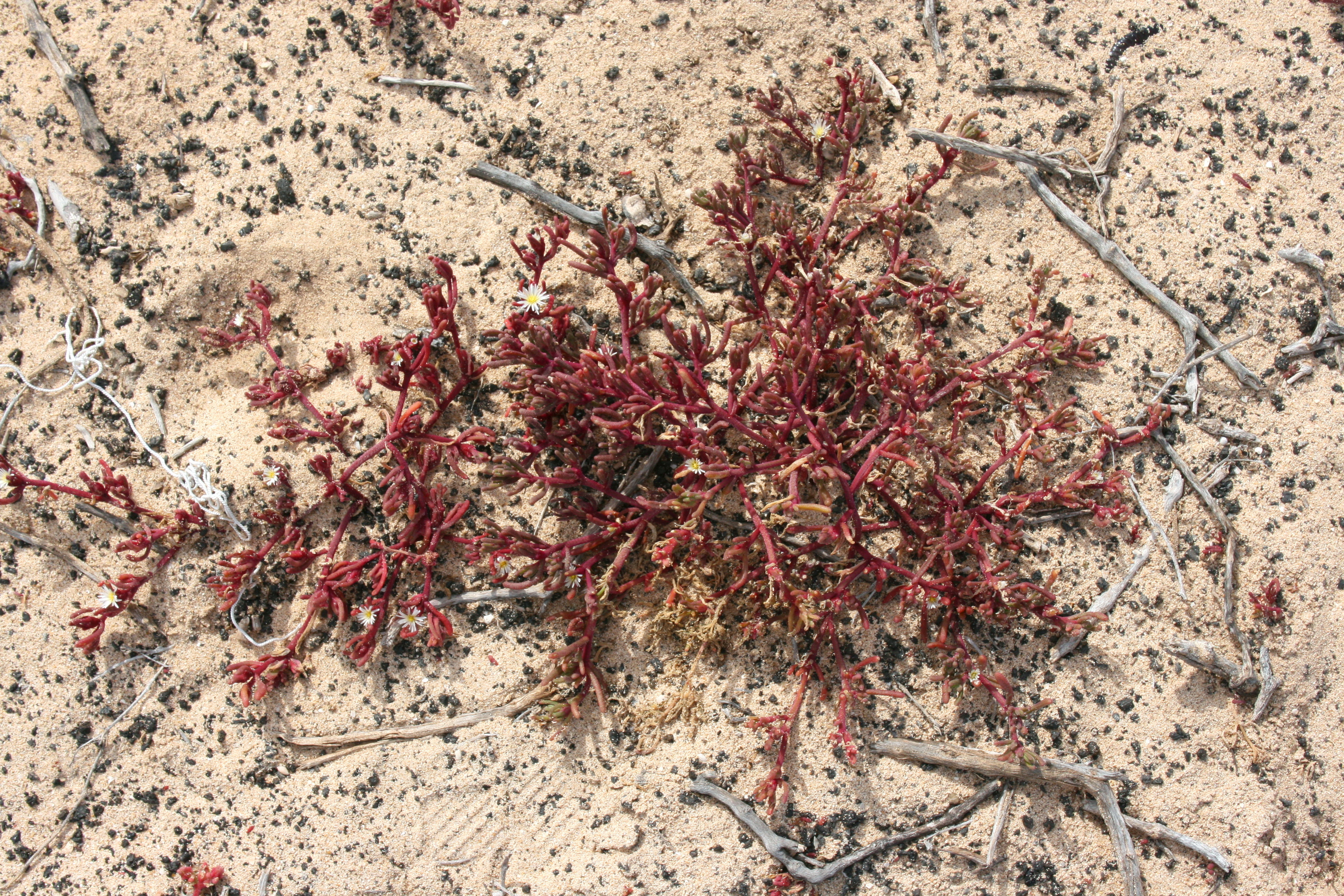